# UFO

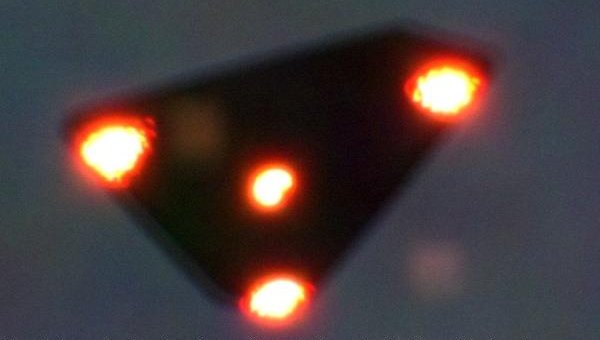
Bild eines angeblichen UFOs, das 1990 während der belgischen UFO-Welle fotografiert worden sein soll

UFO, auch Ufo, ist ursprünglich eine Abkürzung für unidentifiziertes Flugobjekt (englisch unidentified flying object). Als solche bezeichnet sie Phänomene, die von Beobachtern als fliegend wahrgenommen werden und nicht eindeutig identifiziert werden können. Als Begriff der Umgangssprache bezeichnet „Ufo“ Raumfahrzeuge hypothetischer außerirdischer Lebewesen. Ursprünglich bürgerte sich der Begriff „Fliegende Untertasse“ aufgrund erster Zeitungsberichte über UFOs ein. Bis heute prägt das Bild der Fliegenden Untertasse menschliche Vorstellungen davon, wie Raumfahrzeuge hypothetischer außerirdischer Lebewesen typischerweise aussehen könnten. Um den umgangssprachlich missverständlichen Begriff UFO zu vermeiden, wird von einigen Untersuchern für die mit der ursprünglichen Abkürzung bezeichneten Phänomene der Begriff „UAP“ für unidentified oder unexplained aerial phenomenon oder auch unidentified aerospace phenomena benutzt, zu deutsch unidentifiziertes Luft-/Luftraum-Phänomen.
In der sogenannten Ufologie wird zwischen Beobachtungen von „UFOs im weiteren Sinne“, die nach genauerer Überprüfung als bekannte Objekte oder Phänomene identifiziert werden können, und Beobachtungen von „UFOs im engeren Sinne“, die auch nach genauerer Überprüfung nicht identifiziert werden können, unterschieden. „UFOs im weiteren Sinne“ machen den größten Teil der UFO-Sichtungen aus.
Ein wissenschaftlicher Nachweis dafür, dass solche „UFO-Beobachtungen“ auf die Existenz außerirdischer Besucher der Erde zurückzuführen wären, existiert nicht.

## Begriffsherkunft

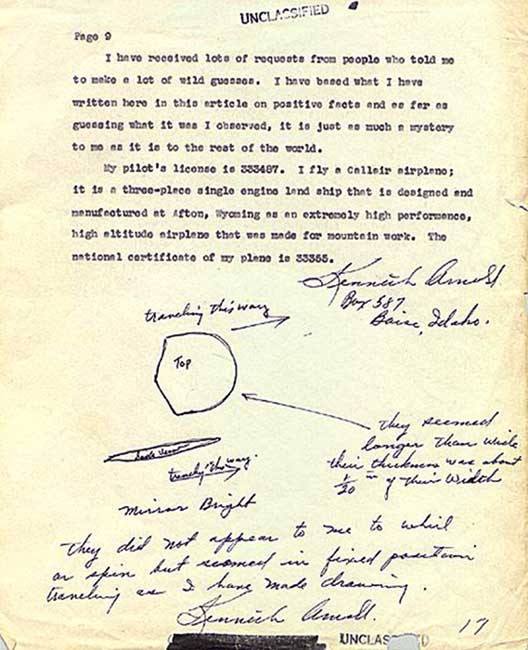
Kenneth Arnolds Bericht über seine UFO-Sichtung

Die Abkürzung „UFO“ wurde erstmals vom Air Technical Intelligence Center (Technisches Zentrum des Geheimdienstes der US-Luftwaffe) Anfang der 1950er Jahre verwendet, um grundsätzlich jedes „Objekt, das durch seine Manöver, aerodynamischen Charakteristika oder unüblichen Merkmale mit keinerlei gegenwärtig bekanntem Fluggerät oder Raketentyp übereinstimmt oder das in keiner Weise als vertrautes Objekt identifiziert werden kann“ zu bezeichnen.
Der Begriff UFO sollte den umgangssprachlichen Ausdruck Fliegende Untertasse (engl. flying saucer) ersetzen. Dessen Ursprung waren Pressemeldungen nach einer Sichtung von mehreren fliegenden Objekten unbekannter Herkunft in den USA am 24. Juni 1947. Der Zeuge Kenneth Arnold, ein US-amerikanischer Geschäftsmann und Hobby-Pilot, wird in den ersten Zeitungsmeldungen mit einer Beschreibung der Objekte als „saucer-like aircraft“ oder „shaped like saucers“ zitiert. Der Begriff „flying saucer“ gelangte schnell zu großer Popularität. Obwohl Arnold auch in eigenen Schriftstücken, wie in einem Brief an die US Air Force von 1947 und einem Artikel im FATE Magazin von 1948, die Objekte als „saucer-like discs“ und „saucer like objects“ bezeichnet, weist Arnold später den Begriff „flying saucers“ von sich. In einem Radio-Interview von 1950 bestreitet Arnold den Begriff „saucer“ als Beschreibung für das Aussehen gemeint zu haben. Er hätte die Objekte stets als „disk“ beschrieben. Der Begriff „flying saucers“ sei ein Missverständnis mit Reportern gewesen:

“… when I described how they flew, I said that they flew like they take a saucer and throw it across the water. Most of the newspapers misunderstood and misquoted that too. They said that I said that they were saucer-like; I said that they flew in a saucer-like fashion.”

„… als ich beschrieb wie sie flogen, sagte ich, dass sie fliegen, wie wenn Sie einen Teller nehmen und ihn über das Wasser springen lassen. Die meisten Zeitungen missverstanden das und zitierten mich falsch. Sie schrieben, dass ich gesagt hätte, sie wären tellerartig; ich sagte, sie flogen in der Art von Tellern.“

Der Geheimdienst der US-Luftwaffe (damals noch Luftstreitkräfte der US-Armee) übernahm den Ausdruck „flying saucer“ zunächst, wechselte aber 1951 zum Begriff „UFO“. Urheber der Umbenennung der Fliegenden Untertasse in UFO war Captain Edward J. Ruppelt, der von 1951 bis 1953 Leiter einer UFO-Untersuchungskommission der US-Luftwaffe mit dem Namen Project Blue Book war.
Der Begriff UFO umfasste zunächst jedes Flugobjekt, das nichtregistrierte Flüge durchführte oder sich nicht identifizierte, einschließlich etwa geheimer, bisher unbekannter Versuchsflugzeuge oder möglicher neuartiger Fluggeräte des Ostblocks. Der Begriff hat im Laufe der Zeit einen Bedeutungswandel weg von der ursprünglich militärischen Bedeutung erfahren.

## Geschichte

### Frühe Geschichte

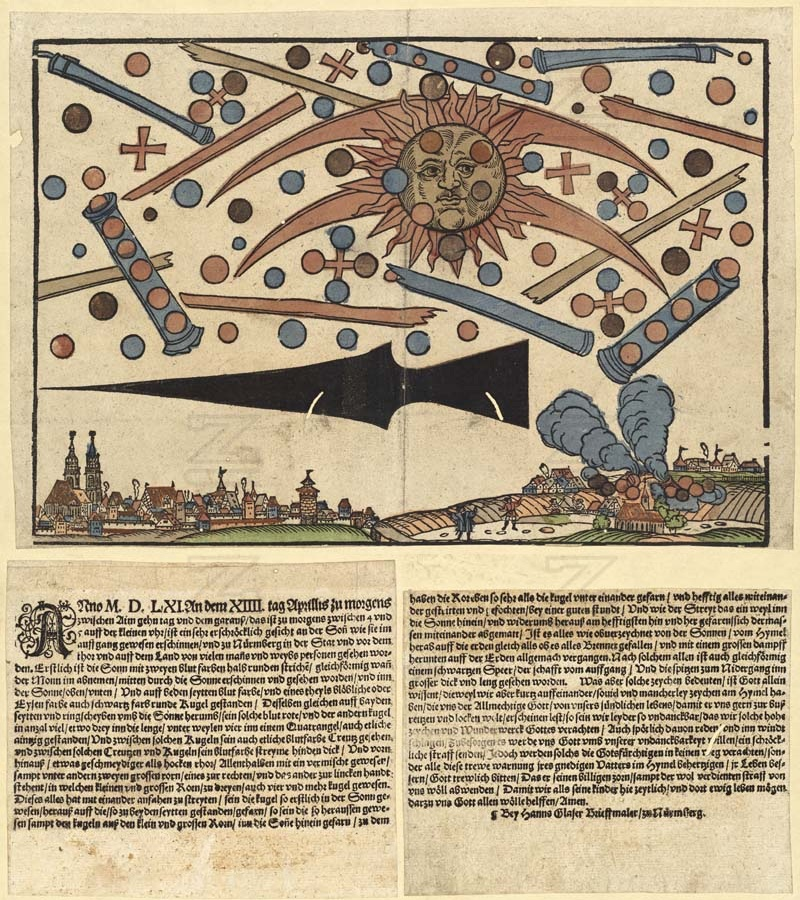
Nürnberger Flugblatt: Himmelserscheinungen über Nürnberg, 14. April 1561

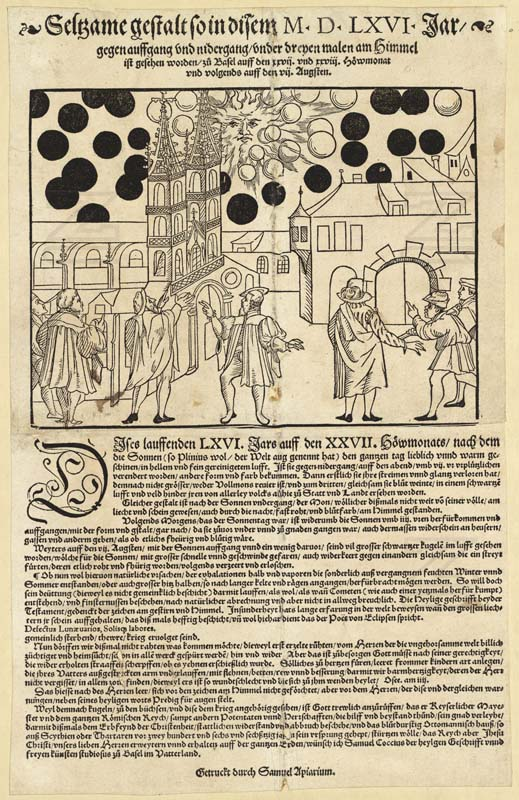
Basler Flugblatt: Beschreibung eines auffälligen Sonnenunter- und Sonnenaufganges und schwarzer Kugeln, die am 27./28. Juli und am 7. August 1566 über Basel beobachtet wurden

Menschen haben schon immer Dinge am Himmel gesehen, die sie sich nicht erklären konnten. Zu den ältesten überlieferten Sichtungen seltsamer Himmelsphänomene gehört eine Erzählung in den Annalen von Pharao Thutmosis III. (um 1486 v. Chr. bis 1425 v. Chr.). In dieser wird von „Kreisen aus Feuer“ erzählt, die mehrere Tage am Himmel beobachtet wurden. Aus römischer Zeit berichtet Iulius Obsequens im prodigiorum liber (dt. Buch der Vorzeichen) von verschiedenen Sichtungen zwischen 190 v. Chr. bis 11 v. Chr. Darunter fliegende „Dinge wie Schiffe“ sowie „runde Schilde“ am Himmel und einem „goldenen Globus aus Feuer“. Dieser soll vom Himmel gefallen, dann wieder aufgestiegen und fliegend verschwunden sein.
Aus Japan ist eine Sichtung aus dem Jahr 1235 überliefert. Der Shōgun Kujō Yoritsune lagerte am 24. September mit seiner Armee. In der Nacht erschienen merkwürdige Lichter am Himmel, diese schienen in Kreisen hin und her zu schwingen und konnten bis zum frühen Morgen beobachtet werden. Yoritsune ordnete eine „vollständige wissenschaftliche Untersuchung“ der Sichtung an – mit dem Ergebnis: Der Wind müsse die Sterne hin und her bewegt haben.

### Frühe Neuzeit
Zu den bekanntesten Sichtungen der Frühen Neuzeit gehören die im Nürnberger Flugblatt von 1561 festgehaltenen Ereignisse. Demnach waren am 14. April 1561 am Himmel über der Stadt Nürnberg „von vielen Männern und Frauen“ mehrere verschiedenartige Objekte zu sehen: Kugeln, Kreuze, Scheiben und Röhren. Diese hätten miteinander „angefangen zu streiten“. Das Schauspiel dauerte etwa eine Stunde, dann seien die Objekte vom „Himmel herab auf die Erde gefallen, als ob sie brennen“ und seien „mit viel Dampf allmählich vergangen“. Anschließend sei ein „schwarzer Speer“ erschienen, der „groß, dick und lang“ gewesen sei und mit der Spitze nach Westen gewiesen habe.
Nur fünf Jahre später wird aus der Schweiz in dem Basler Flugblatt von 1566 Ähnliches berichtet. Über der Stadt Basel sollen 1566 über den Sommer hinweg insgesamt drei Himmelserscheinungen beobachtet worden sein. Die dritte Beobachtung ist für die Ufologie von Interesse: Am Morgen des 7. August wurden vorgeblich „viele schwarze Kugeln“ vor der aufgehenden Sonne beobachtet. Diese bewegten sich schnell durch die Luft und stießen teils gegeneinander „als ob sie einen Streit führten“. Die Kugeln begannen laut dem Bericht schließlich rot zu glühen und erloschen.

### 19. Jahrhundert
Aus dem 19. Jahrhundert sind mehrere UFO-Meldungen aus Wissenschaftszeitungen und Pressemeldungen überliefert. Zum Beispiel berichtet der englische Astronom E. W. Maunder im Fachjournal The Observatory von einer Sichtung aus Greenwich am Abend des 17. November 1882. Maunder gab an, eine „große runde Scheibe“, die „grünlich schimmerte“, gesehen zu haben, die langsam über den Himmel glitt und von ihm für etwa zwei Minuten beobachtet werden konnte. Andere Zeugen hätten das Objekt ebenfalls gesehen.
Am 12. August 1883 bemerkte der mexikanische Astronom José Bonilla, Direktor des Observatoriums in Zacatecas, während der Beobachtung von Sonnenflecken das Vorbeiziehen von mindestens 283 Objekten vor der Sonne (siehe José-Bonilla-Beobachtung).
1896–1897 gab es in den Vereinigten Staaten Berichte über unidentifizierte fliegende Objekte, die so genannten „Phantom-Luftschiffe“.

### 20. Jahrhundert
Als eine UFO-Sichtung aus dem frühen 20. Jahrhundert kann das Sonnenwunder von Fátima gedeutet werden. 1917 haben sich aufgrund einer Prophezeiung über 30.000 Menschen versammelt und warteten auf das angekündigte Wunder. Tatsächlich berichten die Zeugen übereinstimmend, wie die Sonne als eine undurchsichtige, sich drehende Scheibe durch die Wolkendecke brach und sich für 10 Minuten im Zickzackkurs über den Himmel bewegte.
Später wurde von den sogenannten Foo-Fightern im Zweiten Weltkrieg berichtet sowie den Flugobjekten der sogenannten Battle of Los Angeles 1942. 1946 wurden in Schweden nach mehreren Angaben sogenannte Geisterraketen gesichtet.
Als Beginn des modernen UFO-Phänomens gilt die Sichtung des US-amerikanischen Geschäftsmanns und Privatpiloten Kenneth Arnold. Er gab an, bei einem Flug am 24. Juni 1947 über dem Mount Rainier mehrere Flugobjekte unbekannter Bauart gesehen zu haben. Erst diese Sichtung von Arnold erweckte ein andauerndes Medieninteresse und prägte die nachfolgende öffentliche Diskussion über das Phänomen durch die in den Medien diskutierte Theorie, dass es sich um außerirdische Luftfahrzeuge handeln könnte.
Mit dem Roswell-Zwischenfall gab es einen angeblichen Absturz eines außerirdischen unbekannten Flugobjekts (UFO) im Juni oder Juli 1947 in der Nähe der Kleinstadt Roswell im US-Bundesstaat New Mexico.

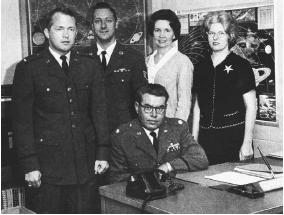
Mitarbeiter des Project Blue Book, 1963

Nach Arnolds Sichtung berichteten die Medien bald über Beobachtungen aus den ganzen Vereinigten Staaten – die erste große UFO-Sichtungswelle war entstanden. Auch das Militär zeigte sich interessiert, und mehrere Staaten begannen die Untersuchung von UFO-Sichtungen. Die größte davon war das 1951 gegründete Project Blue Book der US Air Force. Deren Aufgabe war es, UFO-Sichtungen zu sammeln und analysieren. 1952 kam es zu einer zweiten Sichtungswelle über Washington, D.C., die für große Aufmerksamkeit in der Presse sorgte. In den fünfziger Jahren entstanden auch die ersten UFO-Forschungsorganisationen wie die Aerial Phenomena Research Organization (APRO, 1952–1988) und das National Investigations Committee On Aerial Phenomena (NICAP, 1956–1980). Die offizielle Haltung der Behörden war, dass jede Sichtung völlig konventionell erklärt werden kann. Mit zunehmendem öffentlichen Interesse bei anhaltenden Sichtungen wuchs jedoch die Kritik an der offiziellen Verneinung des Phänomens. Schließlich wurde das Thema von höchster Stelle behandelt: Der US-Kongress führte 1966 Anhörungen zu dem Phänomen durch und strebte eine Untersuchung außerhalb des Militärs an.
Als Folge wurde die Universität von Colorado unter der Führung des Quantenphysikers Edward U. Condon von der Luftwaffe beauftragt, das Phänomen zu analysieren. 1969 wurde der Abschlussbericht veröffentlicht: Das Phänomen sei wissenschaftlich uninteressant und sollte nicht weiter untersucht werden. Dies ist bis heute die offizielle Haltung der USA. Project Blue Book und alle offiziellen Untersuchungen wurden dementsprechend eingestellt. Andere Staaten, wie Großbritannien, sammelten und untersuchten vor dem Hintergrund des Kalten Krieges im Geheimen weiter UFO-Berichte. Nur wenige Staaten taten dies offen und offiziell, wie Frankreich mit der UFO-Untersuchungsbehörde GEPAN. Eine Reihe von Untersuchern teilte die Einschätzung des Condon-Reports nicht und kritisierte, dass selbst der Abschlussbericht eine Reihe von unaufgeklärten Fällen enthält. Organisationen wie das SETI-Institut, das Mutual UFO Network (MUFON, 1969) und das National Ufo Reporting Center wurden gegründet und versuchten, eine wissenschaftliche Forschung am Phänomen auf privater Basis weiter voranzutreiben.

### 21. Jahrhundert
Das US-Verteidigungsministerium gab von 2008 bis 2012 insgesamt rund 22 Millionen US-Dollar für ein Forschungsprogramm aus, das ganz allgemein „fortgeschrittene Bedrohungen im Luftraum“ untersuchte. Das Pentagon veröffentlichte im Jahr 2020 Videoaufnahmen von UFOs, um Hinweise zur Identifizierung jener Objekte zu erhalten. Laut Beschreibung von Piloten der US Air Force waren die gesichteten und teils von Bordelektronik wie Wärmebildkameras erfassten Flugphänomene „mal groß wie ein Bus, mal klein wie ein Koffer“. Sie würden sich mit solcher Geschwindigkeit bewegen und Manöver ausführen, als würde für sie eine andere Physik gelten. Sowohl Ex-US-Präsident Barack Obama als auch dessen ehemaliger CIA-Chef John Brennan bestätigten, dass es Objekte und Erscheinungen gebe, die noch nicht identifiziert worden seien und deren Flugverhalten noch nicht habe verstanden werden können. Im Juli 2023 sagte ein ehemaliger US-Geheimdienstmitarbeiter vor dem Kongress der Vereinigten Staaten unter Eid aus, dass im Rahmen geheimer Regierungsprogramme über Jahrzehnte hinweg außerirdische Flugschiffe vom US-Militär geborgen und untersucht worden seien (siehe auch: Behauptungen zu UFOs von David Grusch). Dabei seien auch „nichtmenschliche Überreste“ von Lebewesen gefunden worden; selbst gesehen habe er sie aber nicht.
UAPs werden weltweit gemeldet. Bis einschließlich Mai 2021 waren laut dem National Ufo Reporting Center mindestens 88.547 UAP-Sichtungen in den USA und weitere 9.013 außerhalb der USA gemeldet und untersucht worden. Sporadisch traten besonders viele Sichtungen auf, wie z. B. 1989–1990 die Belgische UFO-Welle, 2008 in Stephenville (Texas) oder im April 2020 in den ganzen USA. Viele Meldungen konnten als Irrtümer oder Betrugsversuche ausgemacht werden. 701 Vorfälle blieben (Stand Mai 2021) jedoch trotz intensiver Bemühungen ungeklärt. Eine UAP-Taskforce des US-Verteidigungsministeriums (unter anderem bestehend aus Geheimdiensten der USA) erstellte für den Kongress einen Bericht zu mehr als 120 UFO/UAP-Sichtungen zwischen 2000 und 2020. Die UAP-Taskforce erklärt darin, für die vom US-Militär gesichteten UAPs keine Erklärungen zu haben.
Im September 2023 verkündete die US-amerikanische Luft- und Raumfahrtbehörde NASA die Schaffung der Stelle des NASA Director of UAP Research, welcher Untersuchungen über unerklärte Luftphänomene leiten soll. Die Schaffung der Stelle erfolgte auf Empfehlung einer Expertenkommission.

## Kategorien

### UFO im engeren Sinne
Als UFO im engeren Sinne werden solche UFOs bezeichnet, die auch nach einer Analyse nicht als bekannte Objekte oder Phänomene identifiziert werden können. UFOs i. e. S. sind nicht zu verwechseln mit UFOs, die sich aufgrund mangelnder Datenqualität oder Quantität einer Identifizierung entziehen. Vielmehr können bei UFOs i. e. S. durch die vorliegenden Daten alle konventionellen Stimuli ausgeschlossen werden.
Die Authentizität des Phänomens ist umstritten. Ältere Studien vertreten die These, dass unidentifizierte Fälle lediglich auf mangelhafte Methodik in der Analyse oder Betrug hinweisen. Neuere wissenschaftliche und militärische Studien sowie militärische Einzelfallanalysen bestätigen jedoch die Existenz des Phänomens. Dessen Ursprung oder Ursache ist nicht geklärt und Anlass zu verschiedenen Theorien und Spekulationen. Der Erforschung des Phänomens widmet sich die Ufologie.
UFOs im engeren Sinne sind selten. Offizielle Zahlen oder Statistiken existieren nur in wenigen Ländern. Im Rahmen des Project Blue Book hat die US Air Force von 1952 bis 1969 UFO-Sichtungen untersucht und 701 Fälle als UFOs im engeren Sinne eingestuft. Die französische GEIPAN gibt die Zahl mit 448 Fällen für den Zeitraum von 1977 bis 2007 an.
Die Luftwaffe von Uruguay hat 40 Fälle für den Zeitraum von 1989 bis 2009 registriert, die italienische Luftwaffe 106 Fälle für den Zeitraum 2001 bis 2013. Für Deutschland existieren keine offiziellen Zahlen.

### UFO im weiteren Sinne
Ein UFO im weiteren Sinne ist ein Objekt oder als solches wahrgenommenes Phänomen, das von einem Beobachter zum Zeitpunkt der Sichtung nicht identifiziert werden kann. Meist können solche Sichtungen durch eine Analyse auf konventionelle Objekte oder atmosphärische Phänomene zurückgeführt und somit identifiziert werden. Solche Objekte oder Phänomene werden als UFO-Stimuli bezeichnet.
Ulrich Magin weist darauf hin, dass Berichte von UFO-Sichtungen bereits die doppelte Brechung eines tatsächlichen Ereignisses darstellten. Auslöser sei immer ein objektiv vorhandenes „UFO-Ereignis“, das erst durch die Wahrnehmung und Interpretation durch den Augenzeugen zu einem höchst subjektiven „UFO-Erlebnis“ werde. Als dritte Stufe folge dann mit der Festschreibung des Erlebnisses im „UFO-Bericht“ eine erneute Objektivierung:

„Was bei dem Erlebnis eine reine Mutmaßung gewesen sein mag, erhält durch den Bericht eine Aura von Gewißheit: Da mag der Zeuge vage Lichter gesehen und für Fenster gehalten haben, doch im Bericht steht Bullauge – und schon hat sich ein eventuell alltäglicher Stimulus in ein Raumschiff von einem anderen Stern verwandelt.“

#### UFO-Stimuli

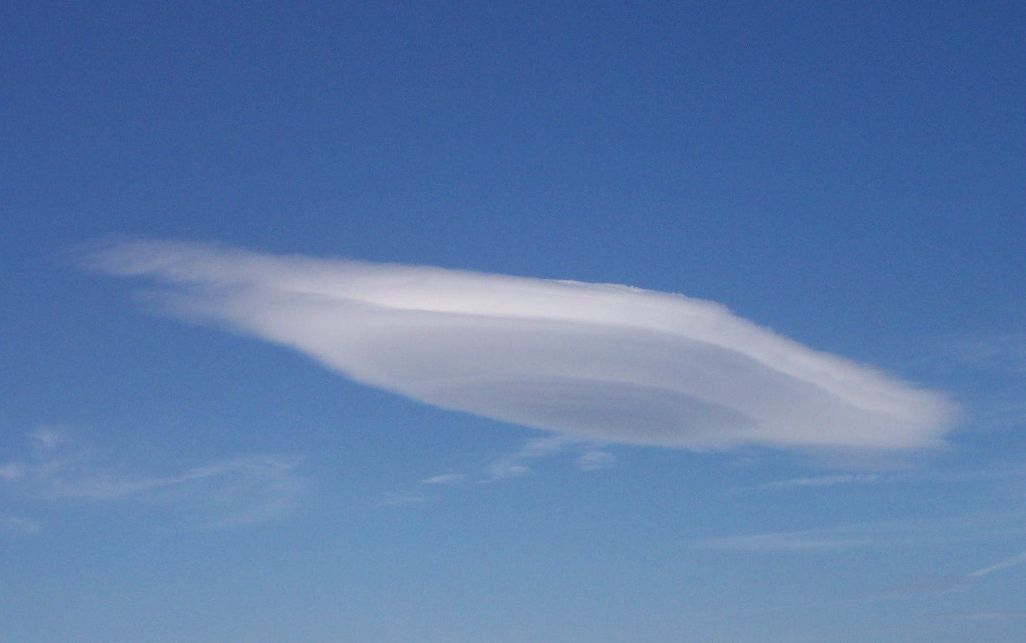
Lenticulariswolke

Folgende Phänomene gelten als typische UFO-Stimuli:
- Die Planeten Venus, Jupiter, Saturn und Mars
- Himmelslaternen in der Dunkelheit
- Modell-Heißluftballons
- Wetter- und Stratosphärenballons
- Reflexionen von Himmelsstrahlern an Wolken
- Positionslichter von Flugzeugen und Hubschraubern
- Iridium-Flares
- Raketen oder deren wieder in die Atmosphäre eintretende Endstufen
- Versuchsflugzeuge, Nurflügler, Kreisflügler sowie Flugdrohnen neuartigen Designs
- Leuchtgranaten, insbesondere an Fallschirmen abgeworfene Leuchtbomben zur Zielbeleuchtung
- Lenticulariswolken
- Kugelblitze
- Meteore
- Polarlichter
- Die Raumstation ISS
- selten auch Erdbebenlichter

### IFO
Als Identifiziertes Fliegendes Objekt (IFO) werden solche UFOs bezeichnet, die auf einen oder mehrere konventionelle UFO-Stimuli zurückgeführt werden konnten. IFOs sind somit ehemalige UFOs im weiteren Sinne, die aufgeklärt wurden.

### Detaillierte Klassifikationssysteme
Neben den hier genannten Kategorien existieren verschiedene Systematiken zur Klassifizierung von UFO-Sichtungen. Die bekannteste Systematik stammt von J. Allen Hynek und teilt die Sichtung in insgesamt sieben Kategorien ein, je nach Art des Objekts und Wechselwirkung mit der Umgebung. Für eine genaue Beschreibung siehe Klassifikation von UFOs.

## Forschung am UFO-Phänomen
Die Forschung am UFO-Phänomen beinhaltet in der Regel die Untersuchung und Aufklärung von UFO-Sichtungen. Diese Tätigkeit wird auch als Ufologie bezeichnet und den Protowissenschaften zugerechnet. Innerhalb der Ufologie gibt es sowohl Befürworter als auch Gegner der Ansicht, dass alle UFO-Sichtungen konventionell erklärt werden können. Die populärste nicht-konventionelle Erklärung ist die Hypothese, dass es sich bei einigen UFOs um Raumfahrzeuge außerirdischer Zivilisationen handelt.

### Organisationen im deutschsprachigen Raum
Weltweit existieren verschiedene private Organisationen, die sich der Untersuchung, Aufklärung oder Erforschung des UFO-Phänomens widmen. Ausrichtung und Ideologie kann sich zwischen den Organisationen stark unterscheiden. Zu den bekanntesten Organisationen im deutschsprachigen Raum gehören:
- Centrales Erforschungsnetz außergewöhnlicher Himmelsphänomene (CENAP), gegründet 1976, widmet sich der Aufklärung von UFO-Sichtungen und steht dem UFO-Phänomen skeptisch gegenüber.
- Deutschsprachige Gesellschaft für UFO-Forschung (DEGUFO), gegründet 1993, Ziele sind die konkrete Erforschung und Analyse von UFO-Sichtungen und die Förderung der Glaubwürdigkeit des Phänomens.
- Gesellschaft zur Erforschung des UFO-Phänomens e. V. (GEP), gegründet 1972, Schwerpunkte sind Vor-Ort-Untersuchungen mit dem Ziel, „Aberglauben über UFOs abzubauen“.[44] Die GEP wird den Skeptikern zugerechnet.
- Mutual UFO Network – Central European Society (MUFON-CES), auch Gesellschaft zur Untersuchung von anomalen atmosphärischen und Radar-Erscheinungen e. V. gegründet 1974, untersucht vor allem Sichtungen aus der Nähe und vertritt unkonventionelle Theorien über Herkunft und Natur des Phänomens.
- Interdisziplinäre Gesellschaft zur Analyse anomaler Phänomene (IGAAP e. V.). 2014 hervorgegangen aus der MUFON-CES. Ziel der IGAAP e. V. ist es, nach neuen physikalischen Theorien zu suchen, mit denen die Eigenschaften und schließlich die Herkunft unidentifizierter fliegender Objekte erklärt werden können. Langjähriger Leiter der IGAAP war der 2023 verstorbene deutsche Physiker und UFO-Phänomen-Forscher Illobrand von Ludwiger, der zahlreiche Bücher zum Thema veröffentlicht hat.[45]
- Exopolitik Deutschland, die jüngste UFO-Gruppe im deutschsprachigen Bereich, betrachtet das UFO-Phänomen als real und vertritt markant esoterische Erklärungsansätze. Die Gruppierung ist Teil der internationalen Exopolitik-Szene, die insgesamt Thesen vertritt, die in Konflikt zu gängigen wissenschaftlichen Erklärungen stehen.
- AllSkyObserve (ASO), Ist eine Forschungsgemeinschaft, die sich der Beobachtung und Erforschung von Meteoren, Feuerkugeln, Boliden, Meteoriten und außergewöhnlichen Himmelsphänomenen (UAPs) widmet. Schwerpunkt ist die systematische Himmelsüberwachung mithilfe moderner Kamera- und KI-Technologie.

### Ausgewählte Studien und Untersuchungen zum UFO-Thema
Das UFO-Phänomen ist bis heute immer wieder Gegenstand staatlicher, akademischer und privater Untersuchungen. Eine Auswahl der wichtigsten Studien und Untersuchungen:
| Name der Untersuchung                                                                         | Herausgeber | Jahr | Ergebnis |
| --------------------------------------------------------------------------------------------- | --- | ---- | --- |
| The Galileo Project                                                                           | Internationales an der Harvard University angesiedeltes wissenschaftliches Projekt „zur systematischen wissenschaftlichen Suche nach Beweisen für außerirdische technologische Artefakte“, das von dem Astronomen Avi Loeb geleitet wird | 2021 | Projekt laufend (Stand Anfang 2024) |
| Project EMBLA                                                                                 | Institut für Radioastronomie in Bologna (Italien) / Hochschule Østfold (Norwegen) | 2004 | UFOs im engeren Sinne existieren. Keine schlüssige Theorie, worum es sich handelt.                                                                                          |
| Project Hessdalen                                                                             | Hochschule Østfold (Norwegen) | 1985 | 53 UFOs im engeren Sinne registriert. Keine schlüssige Theorie, worum es sich handelt.                                                                                      |
| Project Identification                                                                        | Universität von Missouri (USA) | 1980 | 157 UFOs im engeren Sinne registriert. Keine schlüssige Theorie worum es sich handelt.                                                                                      |
| Beobachtungen anomaler atmosphärischer Phänomene in der UdSSR: Statistische Analyse           | Institut für Weltraumforschung der Akademie der Wissenschaften der UdSSR (UdSSR) | 1979 | 457 UFOs im engeren Sinne untersucht. Das UFO-Phänomen konnte konventionell nicht erklärt werden und sollte mit größerer Anstrengung erforscht werden.                      |
| Scientific Study of Unidentified Flying Objects (Condon Report)                               | Universität von Colorado (USA) | 1969 | Das Thema ist wissenschaftlich uninteressant. Die Untersuchung des UFO-Themas sollte eingestellt werden.                                                                    |
| Project Blue Book: Special Report No. 14 – Analysis of reports of unidentified aerial objects | Battelle Memorial Institut (USA) | 1954 | 434 UFOs im engeren Sinne registriert. Es ist höchst unwahrscheinlich, dass UFOs technische Geräte jenseits unseres heutigen wissenschaftlichen Kenntnisstandes darstellen. |

| Name der Behörde                                                                                 | Land        | Gründung | Forschungsstand |
| ------------------------------------------------------------------------------------------------ | ----------- | -------- | --- |
| Departamento de Investigación de Fenómenos Aéreos Anómalos (DIFAA)                               | Peru        | 2013     | Bislang keine Ergebnisse verfügbar. |
| Comisión de Estudio de Fenómenos Aeroespaciales (CEFAE)                                          | Argentinien | 2011     | 23 UFOs im engeren Sinne registriert. Weitere Untersuchungen und Analysen notwendig.                                                                               |
| Comité de Estudios de Fenómenos Aéreos Anómalos (CEFAA)                                          | Chile       | 1997     | Es existiert ein reales UFO-Phänomen. Es ist unbekannt, was dieses Phänomen ist oder was dessen Ursprung ist. Fortgesetzte Untersuchungen sind notwendig.          |
| Comisión Receptora e Investigadora de Denuncias de Objetos Voladores No Identificados (CRIDOVNI) | Uruguay     | 1979     | 40 UFOs im engeren Sinne registriert. Für diese gibt es nach „unserem Wissensstand über den Luft- und Weltraum bisher keine Erklärung“.                            |
| Groupe d’études et d’informations sur les phénomènes aérospatiaux non identifiés (GEIPAN)        | Frankreich  | 1977     | 482 UFOs im engeren Sinne registriert. Das UFO-Phänomen sollte stärker erforscht werden, da „revolutionäre wissenschaftliche Entdeckungen“ davon ausgehen könnten. |

| Name der Untersuchung                                                        | Herausgeber                                               | Jahr | Ergebnis |
| ---------------------------------------------------------------------------- | --------------------------------------------------------- | ---- | --- |
| Unidentified Aerial Phenomena in the UK Air Defence Region (Project Condign) | Verteidigungsministerium des Vereinigten Königreichs (GB) | 2000 | 83 UFOs im engeren Sinne registriert. Die Existenz von UFOs im engeren Sinne als reales Phänomen ist unbestreitbar. Favorisiert wird die Plasma-Hypothese. Das Thema ist nicht von signifikantem Interesse für die Verteidigung. |
| Project Blue Book                                                            | US Air Force (USA)                                        | 1969 | 701 UFOs im engeren Sinne registriert. Keine Gefährdung der Nationalen Sicherheit. Keine Beweise für technologische Entwicklungen jenseits des wissenschaftlichen Kenntnisstandes oder außerirdischen Ursprungs. |
| Preliminary Assessment: Unidentified Aerial Phenomena                        | Office of the Director of National Intelligence (USA)     | 2021 | 144 UAPs wurden registriert. Fünf mögliche Erklärungskategorien wurden definiert: 1) Drohnen, Ballone oder Vögel, 2) natürliche atmosphärische Phänomene, 3) Geheimprogramme der USA 4) ausländische Systeme, 5) Andere Erklärungen. Die erfassten Objekte gefährdeten die Flugsicherheit und stellen eventuell eine Bedrohung der nationalen Sicherheit dar. |

| Name der Untersuchung                                         | Herausgeber         | Jahr | Ergebnis |
| ------------------------------------------------------------- | ------------------- | ---- | --- |
| Ufos and defense: What should we prepare for? (COMETA-Report) | COMETA (Frankreich) | 1999 | Die Existenz von UFOs im engeren Sinne als reales Phänomen ist quasi bewiesen. Die extraterrestrische Hypothese wird favorisiert. Es sollten bzgl. des Phänomens verstärkte Anstrengungen für Forschung und Sicherheit getroffen werden. |

## Gesellschaftliche Dimension des Phänomens

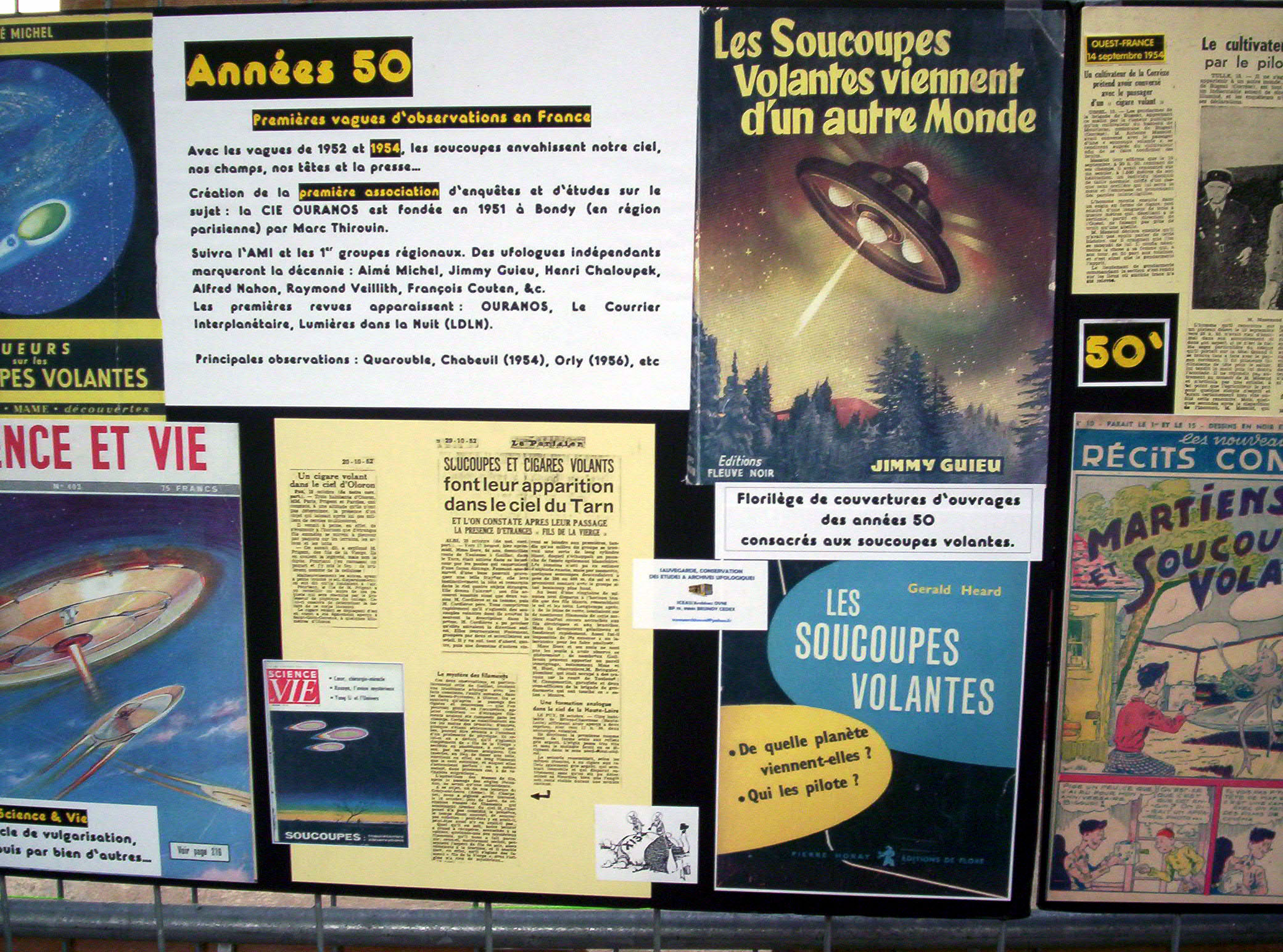
Pinnwand auf einem UFO-Kongress, Frankreich, 2005

Das UFO-Phänomen hat eine große Bekanntheit und Verbreitung in der Popkultur. Laut einer Umfrage des Gallup-Instituts 1990 haben 90 % der US-Amerikaner bereits von „UFOs“ gehört. Nach anderen Umfragen (1984, 1995) haben 9 % der Bevölkerung der USA in ihrem Leben sogar selbst ein UFO gesehen. Dies bedeutet eine Größenordnung von 25 Millionen Menschen mit Sichtungserfahrung allein in den USA. Für Deutschland existieren keine gleichwertigen Daten. Ähnliche Umfragen deuten jedoch auf eine niedrige Sichtungsquote hin, was aufgrund der stärkeren Urbanisierung Deutschlands zu erwarten wäre.
UFOs gelten in der Gesellschaft als ein „virtuelles Problem“, das in erster Linie auf Einbildung beruht, ohne einen realen Hintergrund zu besitzen. Wer dies ernsthaft anzweifelt, sei es durch seine Meinung oder eigene Erfahrungen, begibt sich in Gefahr, als „verrückt“ oder als Lügner sozial sanktioniert zu werden. Das Thema ist allgemein mit einer hohen Tabu-Schwelle belegt. Der größte Teil der Personen mit UFO-Sichtungserfahrung berichtet über ihre Erfahrung, wenn überhaupt, nur im engen Freundes- oder Familienkreis. Laut einer Studie (Lee 1968) gaben lediglich 13 % der Befragten mit Sichtungserfahrung an, ihre Sichtung an eine offizielle oder inoffizielle Stelle gemeldet zu haben. Als Grund für die Nichtmeldung gaben 40 % an, die Sichtung für zu unbedeutend zu halten, 19 % die Angst, verspottet zu werden, 16 % Unwissenheit, an welche Stelle man sich wenden könne oder auf welchem Weg, und 6 % die Befürchtung, auf Desinteresse zu stoßen.

### Soziologische Betrachtung von Personen mit UFO-Sichtungserfahrung
In der öffentlichen Diskussion wird der Personengruppe mit UFO-Sichtungserfahrungen oft unterstellt, dass diese soziale, psychische, weltanschauliche oder andere Charakteristika aufweise, die sie von Nicht-Sichtern unterscheide. Beispiele sind geringerer Bildungsstand, ausgeprägtes Geltungsbewusstsein oder pathologische Tendenzen.
Diese Unterstellungen konnten durch Studien weitgehend widerlegt werden. So existieren zwischen der Personengruppe mit UFO-Sichtungserfahrung und ohne UFO-Sichtungserfahrung keine signifikanten Unterschiede bei Alter, Geschlecht, sozialem Status und Bildung. Ebenso wenig können psychopathologische Störungen oder Persönlichkeitsmerkmale, wie z. B. besonders lebendige Fantasie, mit UFO-Sichtungen in Verbindung gebracht werden. Auch die öfter geäußerte Vermutung, dass Sciencefiction-Filme oder die Beschäftigung mit dem Sciencefiction-Thema UFO-Sichtungen induzieren würde, kann nicht bestätigt werden. Es gibt weiterhin keine signifikante Korrelation zwischen astronomischem Wissen und der UFO-Sichtungsquote. So ergab eine Befragung unter Berufsastronomen (Sturrock 1994) eine Sichtungsquote in der gleichen Größenordnung wie in der allgemeinen Bevölkerung.
Zusammenfassend kann gesagt werden, dass bei allen untersuchten Charakteristika nur ein signifikanter Prädiktor für UFO-Sichtungserfahrungen gefunden wurde: Die Urbanität des Lebensraums. Menschen aus weniger urbanen Gegenden haben vermehrt Sichtungserfahrungen. Dies ist gelegenheitsstrukturell zu erklären: In Großstädten bietet sich weniger Gelegenheit zur Himmelsbeobachtung.
Belegt ist hingegen, dass der Glaube an die Existenz von UFOs sowie außerirdischem Leben verstärkt bei Personen mit höherer Bildung und höherem sozialen Status zu finden ist.

### UFOs in den Medien
Die Häufigkeit und Bewertung des UFO-Phänomens in den Medien ist je nach Epoche und Medium stark wechselhaft. Zu Beginn des Phänomens wurde in US-Medien viel darüber berichtet. Anfang bis Mitte der 1950er Jahre wurde die Berichterstattung vermehrt ernsthaft: UFOs wurden als reale Objekte und ein reales Problem angesehen. Ende der 1950er Jahre ging die Tendenz dann wieder zurück in eine skeptische Richtung. Dies ist auch auf eine veränderte Informationspolitik seitens der US Air Force und deren verstärkte Bemühungen zurückzuführen, Erklärungen für UFOs zu liefern und nicht erklärte Fälle möglichst zu verschweigen. Spätestens mit dem negativen Ergebnis des Condon-Reports 1969 gilt das UFO-Phänomen allgemein als unseriös und unwissenschaftlich. Medien, die sich selbst als seriös darstellen wollen, berichten daher nur noch wenig über UFO-bezogene Themen. Wird in seriösen Medien dennoch über das Phänomen berichtet, so meist in ironischer Weise oder mit einseitig-kritischen Deutungsmustern. Bei einer Analyse der Berichterstattung über UFO-bezogene Themen des Magazins Der Spiegel stellt Mayer (2003) fest, dass Fakten, die konventionellen Erklärungsmodellen widersprechen, ausgelassen oder uminterpretiert würden. Personen mit unkonventionellen Ansichten und Erfahrungen würden vorverurteilt oder durch Unterstellungen disqualifiziert. Auch bei Nachrichtenagenturen wie der DPA können ähnliche Muster festgestellt werden. Die Boulevard-Presse berichtet allgemein häufiger über das UFO-Phänomen, jedoch nur als „Lieferant von Sensationen“. Die Unterhaltungsfunktion steht hier laut Mayer (2003) im Vordergrund. Wissensvermittlung oder akkurate journalistische Arbeit finden sich auch dort nicht.
Westrum (1979) stellt fest, dass Berichte über UFO-Sichtungen in der Presse nicht als Index für die Häufigkeit von UFO-Sichtungen gelten können. Zu sporadisch und beliebig ist die Berichterstattung. Anhand der Berichterstattung über den COMETA-Report 1999 hat Lietz (2006) eine Analyse der Verbreitung von UFO-bezogenen Informationen in der internationalen Presse durchgeführt. Es zeigte sich, dass die Massenmedien fast keinen Anteil an der Berichterstattung zum COMETA-Report hatten.
Als Folge können akkurate Informationen über das UFO-Phänomen zum Großteil nur über Informationskanäle mit geringer Verbreitung gefunden und veröffentlicht werden: Fachbücher, grenzwissenschaftliche Magazine sowie Veröffentlichungen entsprechender Vereine und Gesellschaften. Eine Unterscheidung zwischen seriösen und unseriösen Informationen fällt dem Außenstehenden hier schwer. Das wiederum verstärkt das Bild der Unseriosität des Themas als Ganzes in der Gesellschaft.
Nachdem das US-amerikanische Verteidigungsministerium im Jahr 2020 Videoaufnahmen des US-Militärs von UAPs veröffentlichte, widmeten sich auch etablierte Medien, wie die The New York Times, The New Yorker, Politico, Washington Examiner und Washington Post der UFO-Thematik.

### UFOs in der Unterhaltungsindustrie

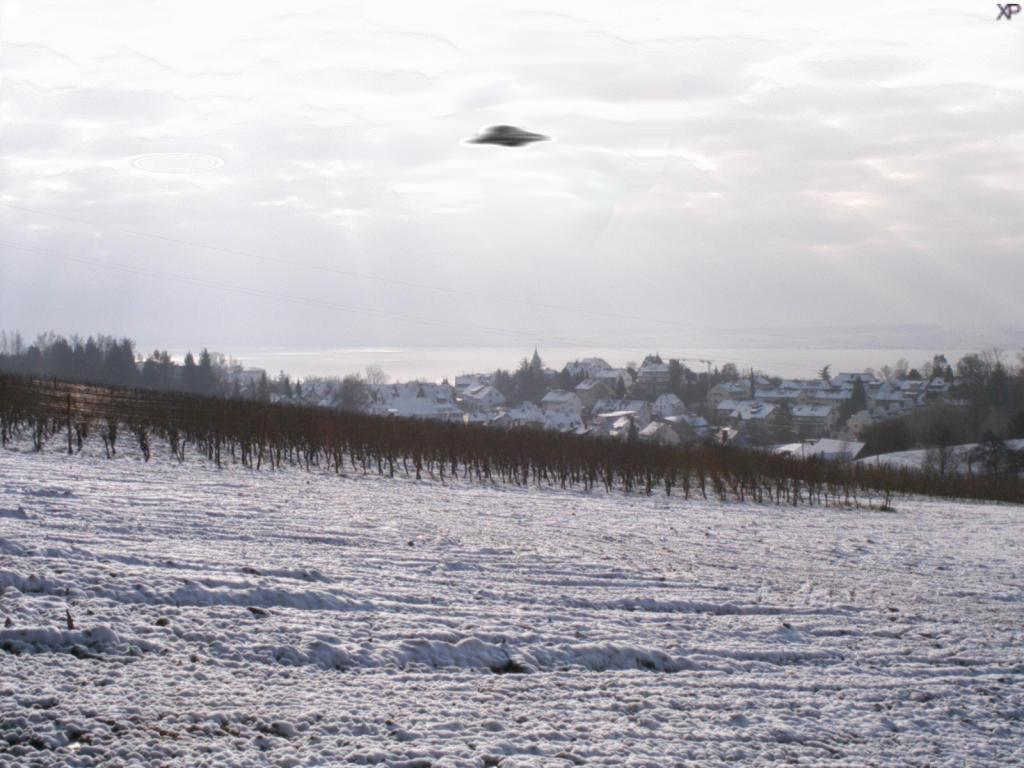
Gefälschtes UFO-Bild

Ungeachtet der Tatsache, dass bisher kein wissenschaftlicher Nachweis für (intelligentes) außerirdisches Leben erbracht werden konnte (siehe auch das SETI-Projekt), wurden in den Medien vor allem in den 1950er Jahren unbekannte Flugobjekte häufig real als außerirdische Raumschiffe dargestellt. Diese damals und auch heute noch teilweise populäre Vorstellung von UFOs als diskusförmige Flugapparate außerirdischer Wesen wurde in dieser Zeit auch von zahlreichen Science-Fiction-Autoren übernommen. Als frühes Beispiel für Filme dieser Art kann Der Tag, an dem die Erde stillstand von Robert Wise aus dem Jahre 1951 gelten. Der erste Spielfilm, in dem das UFO-Phänomen thematisiert wurde, war The Flying Saucer von Mikel Conrad (USA 1950), die erste filmische Darstellung eines UFO erfolgte 1949 in dem Serial Bruce Gentry – Daredevil of the Skies.
Eines der ältesten und bekanntesten Werke über einen Angriff durch auf der Erde gelandete außerirdische Raumschiffe ist der Roman Krieg der Welten von H. G. Wells aus dem Jahre 1898. Eine von Orson Welles verantwortete Hörspielfassung des Stoffes löste bei ihrer Ausstrahlung im Radio am 31. Oktober 1938 eine Massenpanik aus, weil die Zuhörer sie für eine Direktreportage über einen realen Angriff hielten. Dies führte z. B. in der New York Times zu einer Flut empörter Leserbriefe, von denen einige forderten, solche Sendungen müssten verboten werden, während andere befremdet darüber waren, dass die Panik ausbrechen konnte, da immer wieder angesagt worden war, dass es sich um ein Hörspiel handelte.
Der Roman wurde 1953 in einer zeitgemäßen Interpretation von Byron Haskin unter dem Titel Kampf der Welten verfilmt, welche die von H. G. Wells beschriebenen geschossähnlichen Fluggeräte durch fliegende Untertassen ersetzte.
Hierin spiegelte sich das Medienecho, das die Sichtung von neun ungewöhnlichen Objekten durch den US-amerikanischen Piloten Kenneth Arnold am 24. Juni 1947 in der Nähe des Mount Rainier hervorgerufen hatte.
Im Jahr 1977 produzierte die Filmgesellschaft Columbia Pictures mit Steven Spielberg als Regisseur den Film Unheimliche Begegnung der dritten Art (engl.: Close Encounter of the Third Kind). Der Titel leitete sich von den Kategorien für UFO-Vorfälle ab, die J. Allen Hynek entwickelt hatte, der als aktiver Berater für die Filmproduktion fungierte (Hynek war von 1947 bis 1968 astronomischer Berater der UFO-Untersuchungskommission der US-Luftwaffe Project Blue Book und gründete 1973 die UFO-Organisation CUFOS Center for UFO Science). Die Kategorien sind: 1. UFO-Beobachtungen bei Tage, 2. Nächtliche Lichter, 3. Radar-Visuell, 4. Nahe Begegnungen innerhalb von 200 Metern (a) der ersten, (b) der zweiten, (c) der dritten und (d) der vierten Art.
Öffentliches Interesse für das UFO-Phänomen erregte auch der Autor Charles Berlitz mit seinem Buch The Roswell Incident (dt. Titel: Der Roswell-Zwischenfall. Die UFOs und der CIA). Berlitz beschrieb darin einen Vorfall (siehe Roswell-Zwischenfall), der sich laut verschiedenen Pressemeldungen Mitte Juni 1947 in der Nähe des US-Luftwaffenstützpunktes bei Roswell (New Mexico) ereignet haben soll. Demnach meldete damals die Luftwaffe, dass sie eine „fliegende Untertasse“ in ihrem Besitz habe. Das Buch wurde ein Bestseller und erlangte in einschlägigen Kreisen Kultstatus. Auch in Roland Emmerichs Film Independence Day (1996) und in Steven Spielbergs Indiana Jones und das Königreich des Kristallschädels (2008) spielt das angeblich in Roswell abgestürzte UFO eine wichtige Rolle. Daneben thematisierten zahlreiche TV-Serien und daraus abgeleitete Kinofilme UFOs, populär wurde etwa die US-Mystery-Serie Akte X.
Durch die Science-Fiction-Industrie und durch Zeitungsberichte war eine Zeit lang die Vorstellung von UFOs mit sogenannten kleinen grünen Männchen vom Mars populär. Diese Vorstellung machte sich 1996 Tim Burton in seiner kommerziell erfolgreichen Filmsatire Mars Attacks! (dt. Titel: Mars greift an) zunutze.

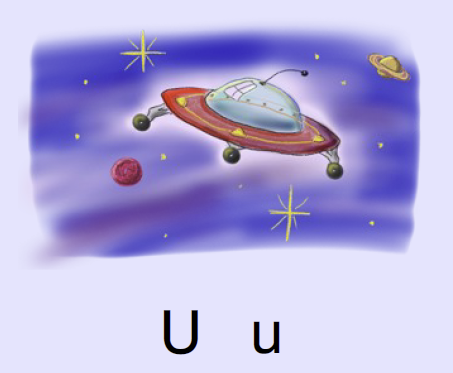
Detail einer Anlauttabelle

### UFOs im Schulunterricht
Im Stil der Fliegenden Untertasse (linsen- oder diskusförmige Grundform mit Glaskuppel oder umlaufender Fensterreihe, Landefüße am äußeren Rand und Antenne am obersten Punkt) dargestellte UFOs werden in Leselern-Materialien (Anlauttabellen) als Beispielwort-Bild für den Buchstaben U verwendet, z. B. in einer 2014 in bayerischen Grundschulen verwendeten Ausgabe. Dies impliziert, dass der Begriff „UFO“ verbunden mit dem speziellen Ikon der Fliegenden Untertasse als Bestandteil des rezeptiven Wortschatzes deutschsprachiger Schulanfänger allgemein vorausgesetzt wird bzw. wurde. Auch andere Grundschul-Lehrmaterialien verwenden solche UFO-Darstellungen als Illustration.

### Schriftzeichen und Emoji
Mit der im Juni 2017 veröffentlichten Unicode-Version 10.0 wurde das Schriftzeichen U+1F6F8 flying saucer mit der informativen Aliasbezeichnung „UFO“ im Block Verkehrs- und Kartensymbole aufgenommen und gleichzeitig als Emoji zur Verfügung gestellt.

## Deutung des Phänomens
Es existiert keine Einheitsdeutung des UFO-Phänomens. Als Grundkonsens gilt lediglich, dass es Personen gibt, die von UFO-Sichtungen berichten, und dass es für einen Teil dieser Berichte trotz guter Datenlage und umfangreicher Recherche nicht gelingt, einen Stimulus widerspruchsfrei zu identifizieren. Die Frage, ob dies auf ein „echtes“ UFO-Phänomen, im Sinne einer wie auch immer gearteten Anomalie, hindeutet, ist dagegen umstritten. Bei der Deutung des Phänomens können drei Hauptrichtungen identifiziert werden:
- Phantom-Phänomen: Es existiert kein materiell reales UFO-Phänomen, sondern nur ein Phänomen im kulturellen Sinne. Alle UFO-Sichtungen beruhen auf Fehlinterpretationen von bekannten Naturphänomenen und Fluggeräten. „Nicht erklärbare“ Fälle entstehen durch die Unzuverlässigkeit von Zeugenaussagen, fehlerhafte Messungen, mangelhafte Untersuchungen oder vorsätzlichen Betrug. Für die Anerkennung eines materiell realen UFO-Phänomens wird ein materieller Beweis benötigt, der auch nach über 60 Jahren „Forschung“ nicht erbracht wurde. Sichtungsberichte sind als „Anekdoten“ wissenschaftlich nicht beweiskräftig.
- Ergebnis-offen: Das UFO-Phänomen wird im Sinne einer Anomalie als real existent anerkannt. Eine darüber hinausgehende Deutung wird vermieden, der Diskurs darüber als nicht abgeschlossen angesehen. Oft wird auf weiteren Forschungsbedarf verwiesen, um zu einer konsistenten Erklärung zu gelangen.
- Extraterrestrische Hypothese: Demnach werden Raumfahrzeuge außerirdischer Intelligenzen als UFOs wahrgenommen. Diese Deutungen stützen sich vor allem auf Zeugenaussagen, bei denen von konstruierten, fremdartigen Objekten und/oder fremdartigen Wesen berichtet wird sowie von intelligent wirkendem Verhalten der unidentifizierten Flugobjekte. Die extraterrestrische Hypothese ist durch ihre Verwendung in Literatur und Film besonders populär und umgangssprachlich mit dem Begriff „UFO“ oft gleichgesetzt.

Daneben existieren weitere, weniger verbreitete Deutungsmuster wie die Plasma-Hypothese (unter bisher nicht verstandenen Umständen bildet sich atmosphärisches Plasma, das UFO-Sichtungen induziert) sowie UFOs als Maschinen von Zeit- oder Dimensionsreisenden.
Der Großteil der wissenschaftlichen Gemeinschaft, insbesondere der SETI-Forschung, weist die extraterrestrische Hypothese mit Stand 2020 als höchst unwahrscheinlich zurück und sieht UFOs als Phantom-Phänomen. Als Hauptgrund werden häufig die interstellaren Entfernungen und der damit verbundene, nach wissenschaftlichem Kenntnisstand und den gegenwärtig technisch direkt absehbaren Möglichkeiten für einzelne Generationen biologischer, ausgewachsener Lebewesen nicht praktikable, Energie- und Zeitaufwand für interstellare Reisen genannt. Auch die Qualität der den Forscher bekannten Daten – wie Videoaufnahmen und Augenzeugenberichte – sowie die von diesen Forschern als „unwahrscheinlich“ bewerteten scheinbar ziellosen und entdeckbaren UFO-Ereignisse werden häufig als Gründe genannt.

## Mythen und Legenden
Im Zusammenhang mit dem UFO-Phänomen kursieren eine Vielzahl von modernen Mythen, Legenden und Theorien, die vor allem mit der Adaption der Themen durch die Unterhaltungsindustrie eine große Verbreitung gefunden haben.
- Entführungen durch Außerirdische: Einige Personen berichten, sie seien von fremden Wesen entführt worden, meist zum Zwecke „medizinischer Untersuchungen“. Oft beginnen und/oder enden solche Berichte während einer UFO-Sichtung der Betroffenen.
- Viehverstümmelungen: Bei diesem „Phänomen“ erwecken Verletzungen an Tierkadavern den Anschein, als seien diese Verletzungen von einer Person vorsätzlich zugefügt worden. Als Charakteristika gelten das Fehlen von einzelnen Organen/Körperteilen sowie die Abwesenheit von Blut an der Fundstelle und im Kadaver. Die meisten Berichte stammen von Viehzüchtern aus den USA und Südamerika. Auch hierfür sollen manchen Theorien zufolge UFOs bzw. deren Insassen verantwortlich sein, die den Tieren Organe für unbekannte Zwecke entnehmen.[106]
- Kornkreise: Oft wird von UFO-Sichtungen im Zusammenhang mit Kornkreisen berichtet. Auch hier gibt es den Mythos, dass UFOs oder deren Insassen für die Erstellung der Kornkreise verantwortlich seien.[107]
- Verschwörung innerhalb der US-Regierung: Demnach soll die Regierung der USA detailliertes Wissen über eine außerirdische Präsenz, eventuell sogar erfolgte Zusammentreffen oder Abkommen mit Außerirdischen verheimlichen. Berühmt ist in diesem Zusammenhang der Roswell-Zwischenfall, dem zufolge eine außerirdische Flugscheibe abgestürzt und im Geheimen vom US-Militär geborgen worden sein soll. Angebliche „Insider“ wie Robert 'Bob' Lazar oder die Zeugen des Disclosure Project[Anmerkung 3] sprechen von geheimen Operationen, Abteilungen und der Forschung an außerirdischer Technik innerhalb des US-Militärs und der Geheimdienste.[108] Gerade in den USA hat diese Verschwörungstheorie viele Anhänger. So sollen Umfragen zufolge 75 bis 80 % der Amerikaner glauben, dass ihre Regierung Wissen über Außerirdische zurückhält.[109][110]
- Reichsflugscheiben sind Teil eines Mythos, der besagt, dass untertassenförmige Flug- und Raumfahrzeuge im nationalsozialistischen Deutschen Reich gebaut und getestet worden sein sollen.

## UFOs in religiösen Systemen
Seitdem das UFO-Phänomen Mitte des 20. Jahrhunderts größere öffentliche Aufmerksamkeit erregte, bildeten sich auch verschiedene neureligiöse, meist sektenartige Bewegungen, die UFOs als zentralen Bestandteil in ihr Glaubenssystem aufnahmen. Meistens geben die Führer der religiösen Gruppen an, Botschaften von außerirdischen Intelligenzen zu empfangen.

### E-Books
- Axel Ertelt: Der UFO-Fall Reiner Haupt, E-Book, Ancient Mail Verlag, Groß-Gerau, 2014